# Tahmina Kohistani
 (novembre 2021).
Pour les articles homonymes, voir Kohistani.
Tahmina Kohistani, née le 18 juin 1989, est une athlète afghane, spécialiste du 100 m.

## Biographie
Née au Pakistan, où sa famille s'est installée pour fuir le régime des Talibans, elle rentre à Kaboul un mois après la chute de celui-ci en 2001.
Étudiant pour devenir entraîneur sportif, elle commence la course à pied en 2004. Elle avoue dans une interview que s'entraîner est difficile dans son pays, les hommes n'acceptant pas de voir une femme faire du sport, considéré comme n'étant pas fait pour elles. En 2008, elle participe à sa première compétition internationale à Bydgoszcz (Pologne) au Championnat du monde junior où elle établit son record personnel à 15 secondes au 100 m.
En 2012, elle est la seule femme sélectionnée pour représenter l'Afghanistan aux Jeux Olympiques d'été à Londres grâce au programme du Comité international olympique pour encourager les femmes à faire du sport. Le 3 août, elle termine son 100 m en 14.42s, son record personnel, mais est éliminée en séries. Bien qu'elle ait fini dans les dernières, elle considère qu'« être là [aux Jeux] est plus important que de gagner une médaille ».
En 2015, elle fait partie de la liste des 100 Women de la BBC, qui liste les 100 femmes les plus inspirantes de l'année,.